# Josef Pravda (fotbalista)
Josef Pravda (2. září 1922 – ?) je bývalý český fotbalista, útočník.

## Fotbalová kariéra
V československé lize hrál za SK Viktoria Žižkov a Technomat Teplice. Nastoupil v 97 ligových utkáních a dal 52 gólů.

## Ligová bilance
| Ročník                                     | Zápasy | Góly | Klub               |
| ------------------------------------------ | ------ | ---- | ------------------ |
| Státní liga 1946/47                        | 12     | 8    | SK Viktoria Žižkov |
| Celostátní československé mistrovství 1949 | 21     | 9    | Technomat Teplice  |
| Celostátní československé mistrovství 1950 | 25     | 19   | Technomat Teplice  |
| Mistrovství československé republiky 1951  | 22     | 7    | Vodotechna Teplice |
| Mistrovství československé republiky 1952  | 17     | 9    | Ingstav Teplice    |
| CELKEM                                     | 97     | 52   |                    |